# 饒景暉
饒景暉（？—？），字廷奎，號映垣，江西南昌府進賢縣人，明朝政治人物。

## 生平
萬曆十六年（1588年）戊子科江西鄉試舉人，與二兄饒景暘、五弟饒景暐同時中舉，時謂三饒。十七年（1589年）聯捷己丑科二甲第四十六名進士。筮仕部曹，出為順慶府知府，轉福建提學副使，考滿有聲，復以參政視學科歲試，凡再周，蓋異數。是時四弟饒景曜督學兩浙，同日命下，朝野榮之。歷陞湖廣按察使、山西右布政使、太僕寺卿、四川巡撫，清寬厚重，撫御有方，屬賴以安。尋推兵部侍郎，理南京戎政。會有忌者，拂袖歸，卒贈尚書，予祭葬。

## 家族
曾祖饒檖，教谕；祖父饒尚章，县丞；父饒裳，封承德郎工部主事。母邹氏，封安人。具庆下。二兄饒景暘、四弟饒景曜、五弟饒景暐。